# Автошлях E016
Європейський маршрут E016 — європейський автомобільний маршрут категорії Б, що проходить у Казахстані та з'єднує міста Западне й Астана.

## Маршрут
- Казахстан
  - E123, E019 Западне
  - Атбасар
  - Жакси
  - E125 Нур-Султан[1]